# الخط الأفقي الأحادي في راحة اليد
الخط الأفقي الأحادي في راحة اليد أو غَضَنُ الراحة العرضي المفرد (بالإنجليزية: Single transverse palmar crease) هو خط أفقي واحد يمتد عبر راحة اليد، ويتكون نتيجة اندماج خطوط راحة اليد العادية. رغم أنه يظهر بشكل أكثر شيوعًا لدى الأشخاص الذين يعانون من حالات طبية غير طبيعية، إلا أنه لا يعد مؤشرًا على أي من هذه الحالات، حيث يمكن أن يوجد أيضًا لدى الأشخاص الأصحاء. يُلاحظ وجود هذه الحالة في 1.5% من سكان العالم في يد واحدة على الأقل.

## الاسم السابق
نظرًا لأنه يشبه الحالة المعتادة لدى قرديات الشكل غير البشرية، كان يُطلق عليه سابقًا "طية القرد" أو "خط القرد". لكن هذه التسمية تراجعت بسبب دلالتها السلبية.

## الأهمية الطبية
وجود الخط الأفقي الأحادي في راحة اليد ليس له أي دلالة طبية. وذلك رغم ارتباطه ببعض الحالات الطبية غير الطبيعية، إلا أن العديد من الأشخاص المصابين بهذه الحالات لا يظهر لديهم هذا الخط، مما يقلل من قيمته التنبؤية.
الرجال أكثر عرضة للإصابة بهذه الحالة بمعدل الضعف مقارنة بالنساء. كما أنه أكثر شيوعًا بين الآسيويين والأمريكيين الأصليين. بينما يُلاحظ في كثير من الأحيان لدى المصابين بمتلازمة داون، إلا أن العديد منهم لا يمتلكون هذا الخط، لذا لا يُعتبر مؤشرًا تشخيصيًا لهذه المتلازمة.
لقد ارتبط وجود غَضَنُ الراحة العرضي المفرد بعدد من الحالات الطبية غير الطبيعية - أي أنه يوجد بنسبة أعلى من 1.5%، ولكن في كل هذه الحالات لا يوجد لدى العديد من الأشخاص هذا الخط. ومن أمثلة الحالات التي لها هذا الارتباط متلازمة الجنين الكحولي، والتشوهات الكروموسومية الجينية مثل متلازمة داون (الكروموسوم 21)، ومتلازمة صراخ القط (الكروموسوم 5)، ومتلازمة كلاينفيلتر ، ومتلازمة وولف هيرشهورن ، ومتلازمة نونان (الكروموسوم 12)، ومتلازمة باتاو (الكروموسوم 13)، وIDIC 15/Dup15q (الكروموسوم 15)، ومتلازمة إدواردز (الكروموسوم 18)، ومتلازمة آرسكوج سكوت (متنحي مرتبط بالصبغي الجيني X)، أو اضطراب متنحي كما في نقص التصاق الكريات البيض 2 (LAD2). كما يلاحظ وجود غَضَنُ الراحة الأفقي أحادي الجانب في حالة طفرة الكروموسوم 9 التي تسبب متلازمة سرطان الخلايا القاعدية النمطي ومتلازمة روبينوف. كما يوجد أحيانًا على يد الجانب المصاب لدى المرضى المصابين بمتلازمة بولاندا، ومتلازمة تعظم الدروز الباكر.
دحضت دراسة أجريت عام 1971 الفرضية القائلة بأن هذه الظاهرة ناجمة عن حركة يد الجنين: حيث يظهر الخط في حوالي الشهر الثاني من الحمل، قبل أن تبدأ مرحلة حركة الجنين في الرحم.

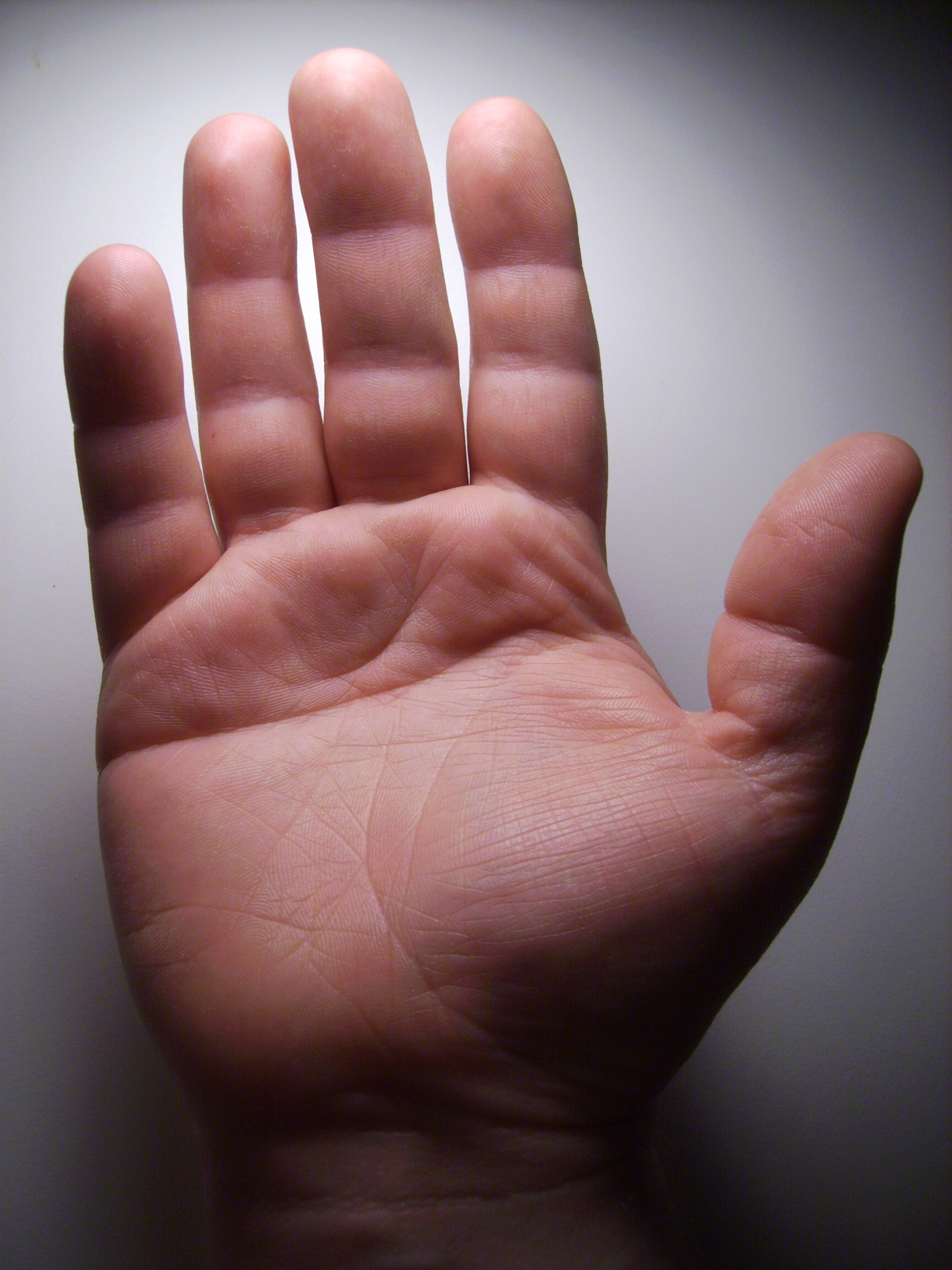
الخط الأفقي الأحادي في راحة اليد عند شخص بالغ
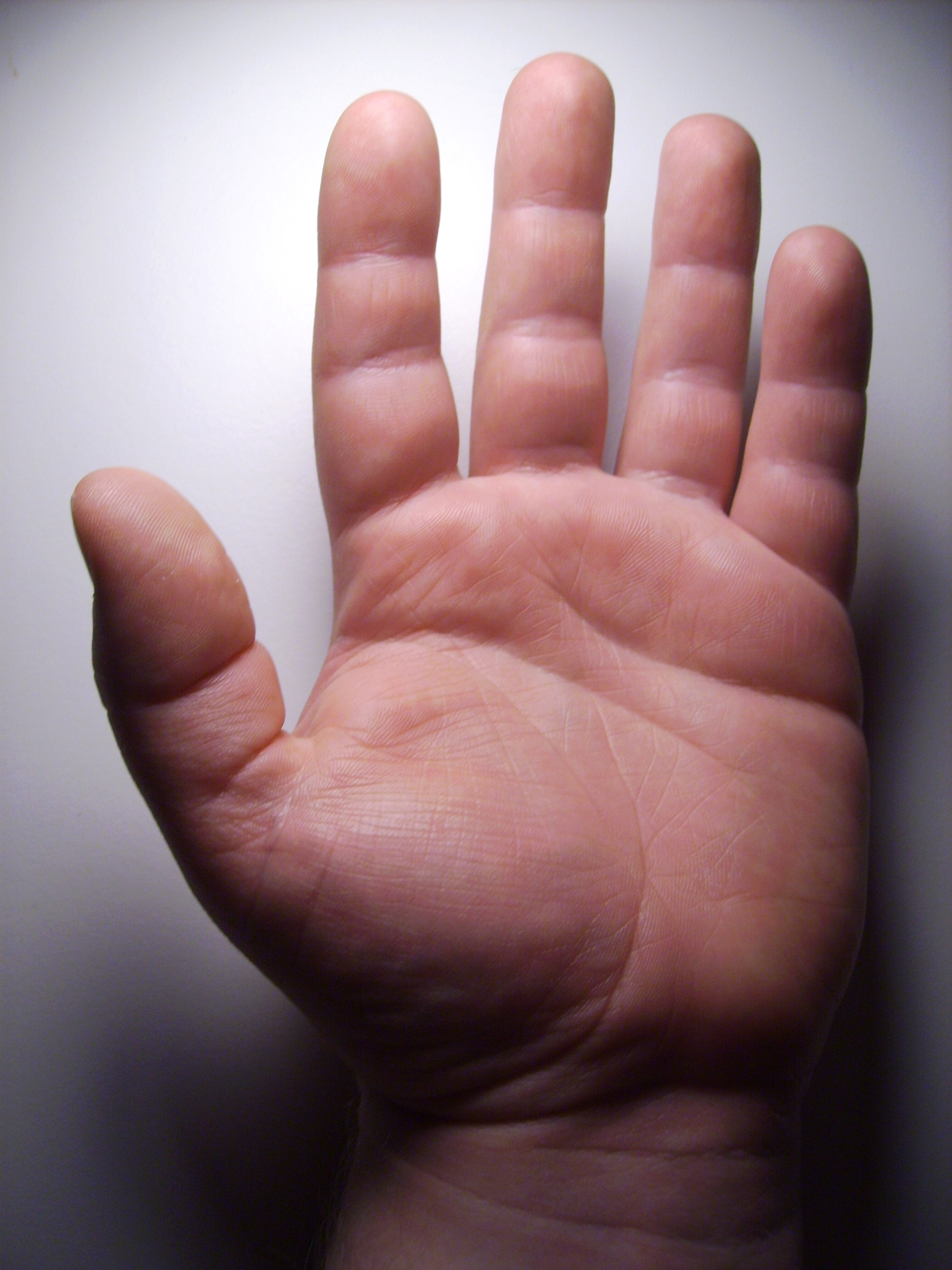
خطوط راحة اليد الأكثر شيوعًا عند البالغين
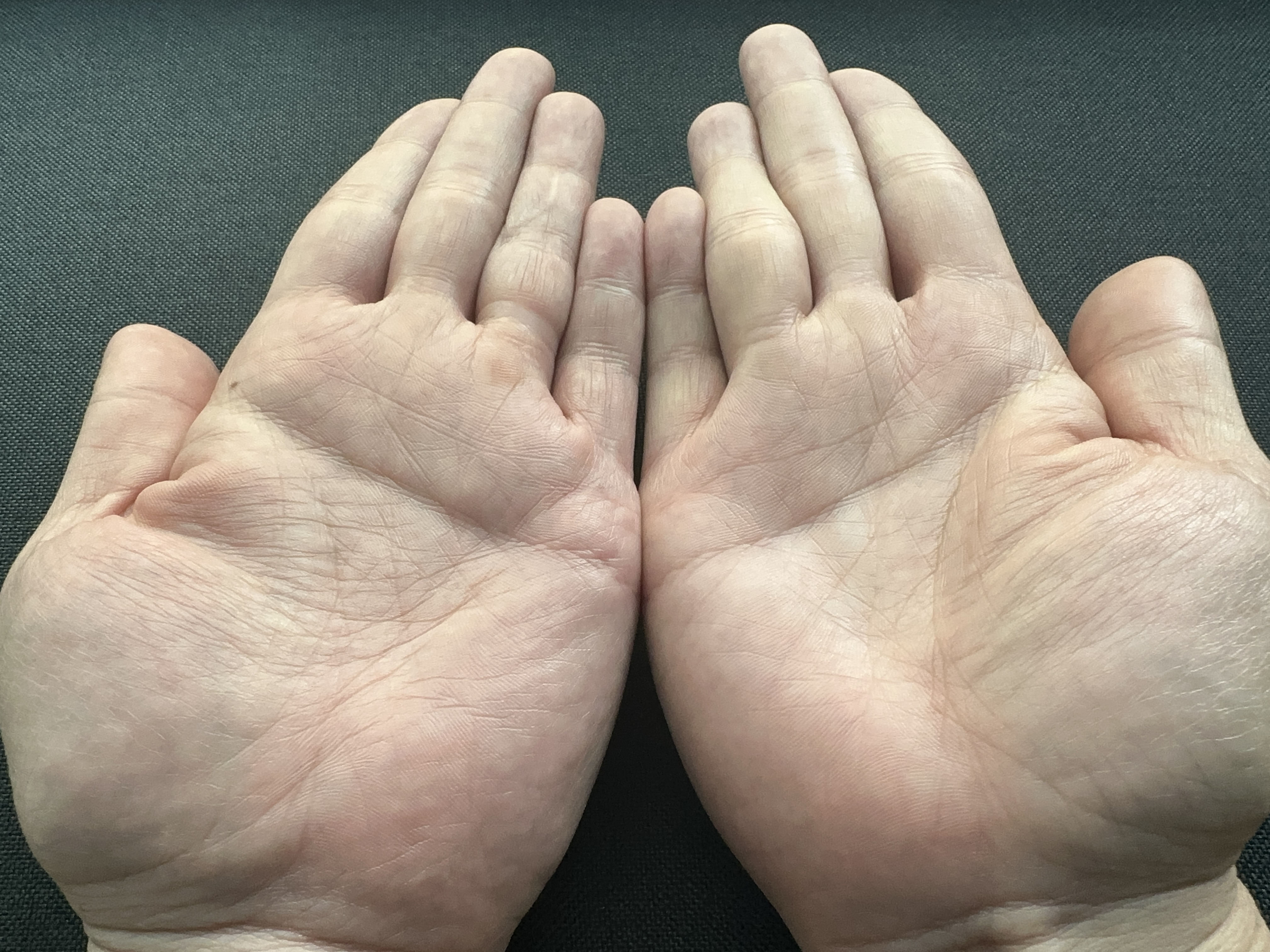
غَضَنُ الراحة العرضي المفرد الثنائي. يظهر الخط الأفقي الأحادي في راحة اليد في كلا يدي الفرد.